# Olinia emarginata
Olinia emarginata är en tvåhjärtbladig växtart som beskrevs av Burtt Davy. Olinia emarginata ingår i släktet Olinia och familjen Penaeaceae. Inga underarter finns listade i Catalogue of Life.

## Bildgalleri

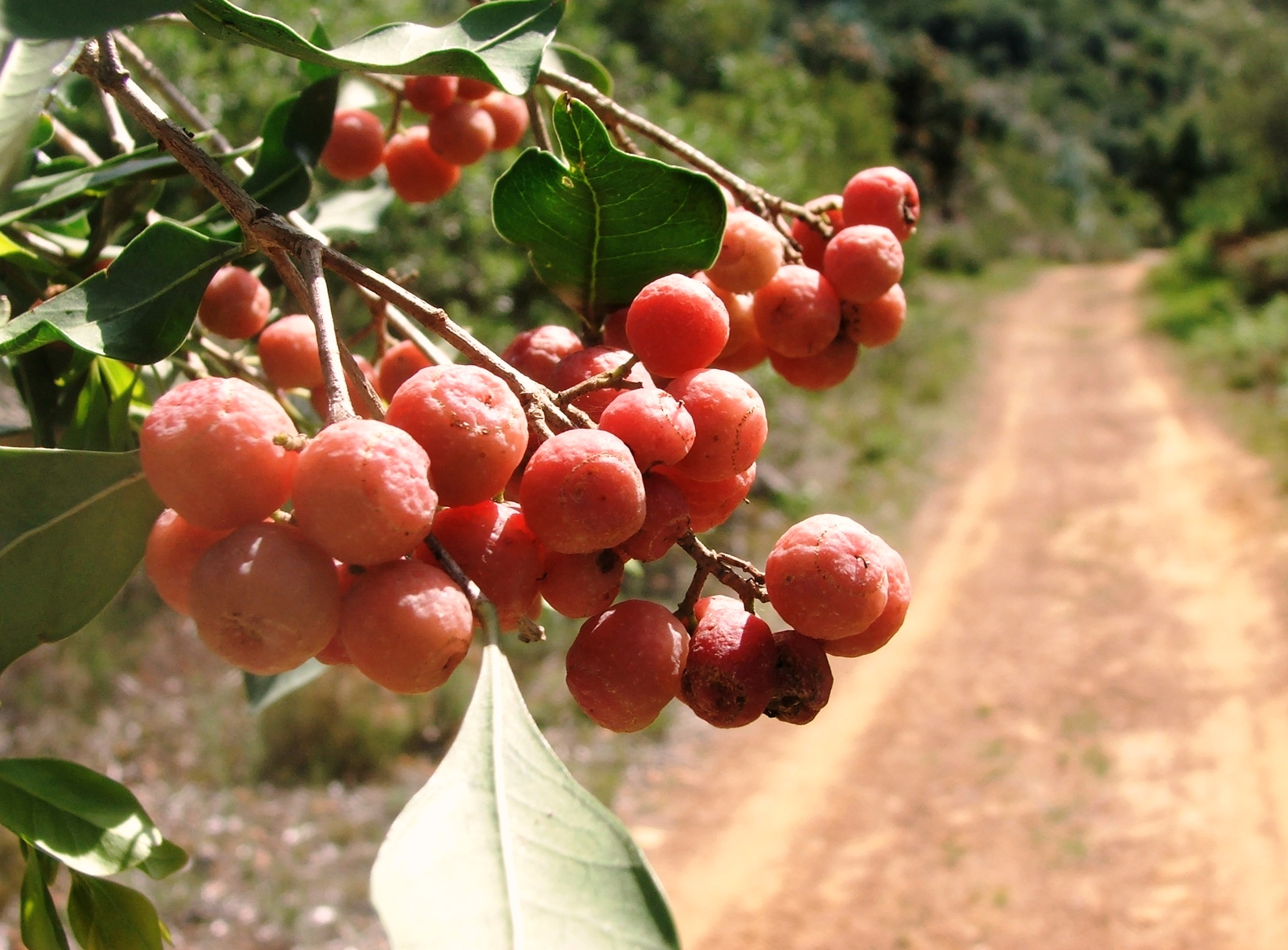
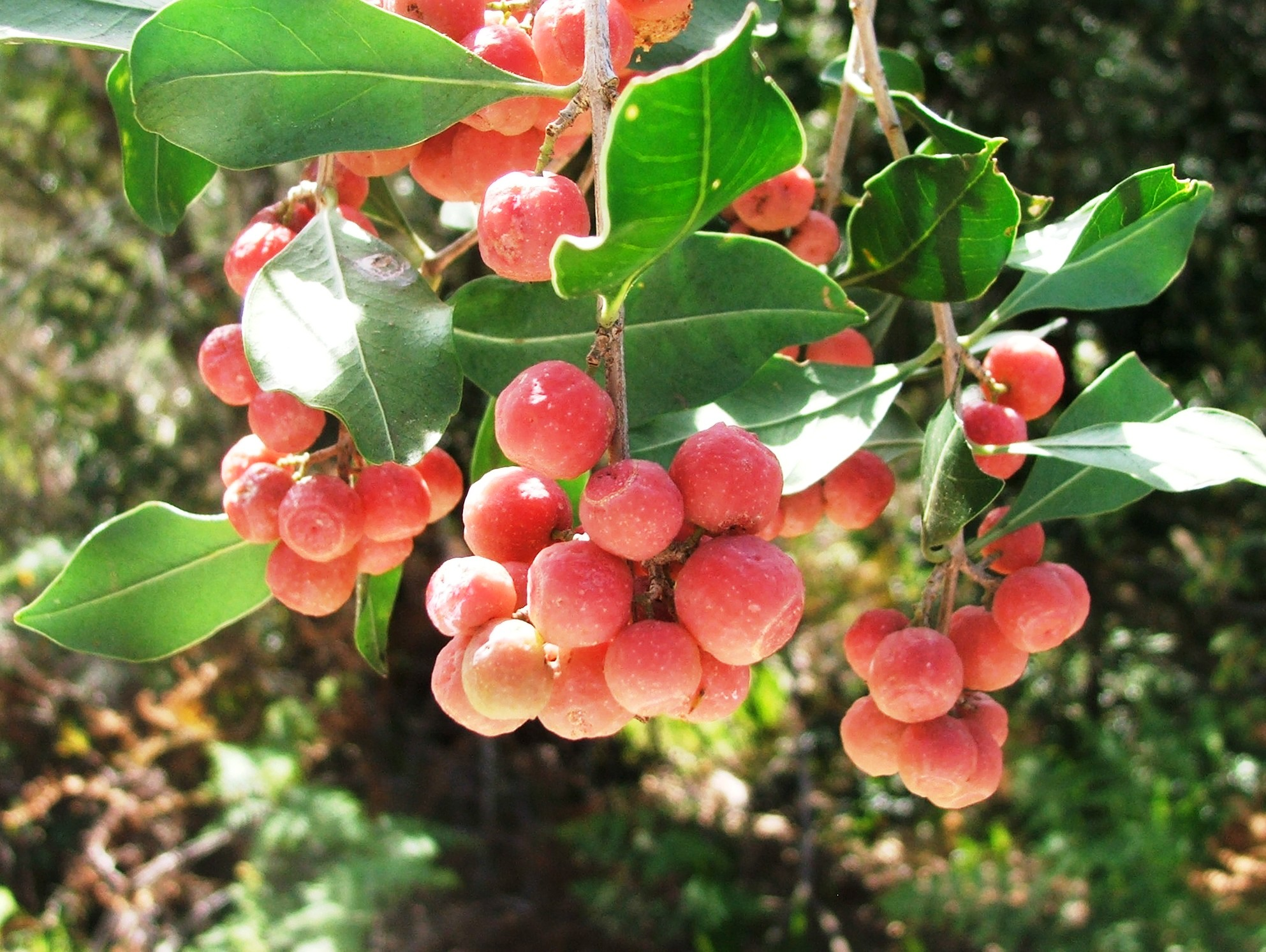